# FC Inter Wanica
FC Inter Wanica, voluit NV Dash FC Inter Wanica, is een Surinaamse voetbalclub. De club komt uit in de Suriname Major League en speelt thuis in het Essed Stadion in Paramaribo.
De clubs werd op 2 augustus 1942 opgericht als SV Nishan 42 dat in het Meerzorg Stadion in Commewijne thuisspeelde. In 2015 promoveerde de club naar de SVB-Eerste Divisie.  De club wijzigde in 2019 van naam in Inter Wanica.